# Limax cinereoniger
Limax cinereoniger é uma espécie de lesma terrestre.

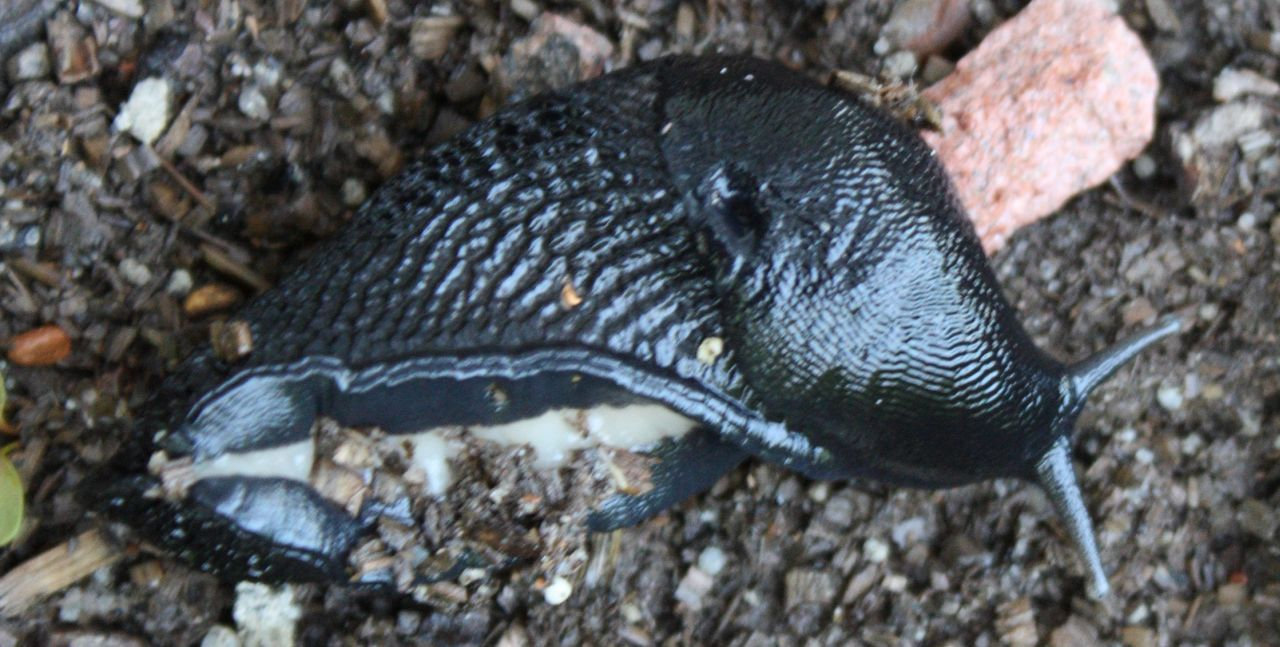
Listra branca sob os pés